# زبان ترکی روملی
زبان روملی (به انگلیسی: Rumelian Turkish) که همچنین با عنوان ترکی بالکان شناخته می‌شود گویشی از ترکی استانبولی است. گونه‌ای از زبان‌های ترکی تبار که بیشتر در اروپا شامل کشورهایی چون یونان، ترکیه و شهرهای کومانوفو، بیتولا در جمهوری مقدونیه گویشورانی دارد. این زبان با ترکی استانبولی و گاگائوز تفاوت دارد، گرچه در یک گروه زبانی اغوز قرار می‌گیرند. اتنولوگ در سال ۱۹۹۳ میلادی شمار گویشوران این زبان را ۳۳۰٬۰۰۰ نفر برآورد کرده بود.